# Observatoire volcanologique de Yellowstone
L'observatoire volcanologique de Yellowstone, en anglais Yellowstone Volcano Observatory, ou YVO, est un observatoire volcanologique américain assurant la surveillance et l'étude de la caldeira de Yellowstone, une caldeira du Wyoming située dans le parc national de Yellowstone. Créé en 2001, il fait l'objet d'un partenariat entre trois entités de tutelle : le parc, l'université de l'Utah et de l'United States Geological Survey, une agence scientifique relevant du gouvernement fédéral américain,. Ses ressources sont réparties sur plusieurs sites.